# Вайнахские языки
Вайна́хские (вейна́хские) языки — группа языков в составе нахской ветви нахско-дагестанских языков. Включает чеченский язык, ингушский язык, тем самым противопоставляемые бацбийскому языку.
В качестве варианта обозначения вайнахских языков используется понятие вайнахского кластера, указывающее на то, что входящие в эту группу языки образуют диалектный континуум. На ингушский манер имя кластера (как и этноназвания) звучит как вейнахские языки, например в работе Ю. Д. Дешериева «Сравнительно-историческая грамматика нахских языков…» (1963).
Ранее термин «вайнахские языки» использовали в значении нахские языки, в настоящее время такое употребление считается устаревшим.
| Носители вайнахских языков согласно официальным переписям населения СССР:                      |                          |                        |                       |  |  |  |  |  |
|                                                                                                | 1926                     |                        |                       |  |  |  |  |  |
| всего                                                                                          | муж                      | жен                    |                       |  |  |  |  |  |
| Всего носителей вайнахских языков — в РСФСР — в Закавказье — в других союзных республиках СССР | 393 708 391 750 1 914 44 | 201 121 200 138 944 39 | 192 587 191 612 970 5 |  |  |  |  |  |